# Uliocnemis doddaria
Uliocnemis doddaria là một loài bướm đêm trong họ Geometridae.